# Yoshifumi Yamada
Yoshifumi Yamada (山田 祥史 Yamada Yoshifumi?, nacido el 4 de noviembre de 1981 en Fukuoka) es un exfutbolista japonés. Jugaba de centrocampista y su último club fue el Otsuka Pharmaceutical de Japón.

## Trayectoria

### Clubes
| Club                  | País  | Año         |
| --------------------- | ----- | ----------- |
| Avispa Fukuoka        | Japón | 2000 - 2003 |
| Otsuka Pharmaceutical | Japón | 2004        |